# غريتسانا موراندي
غريتسانا موراندي (بالإيطالية: Grizzana Morandi)‏ هي بلدية في مقاطعة بولونيا في إقليم إميليا رومانيا الإيطالي.

## السكان
في سنة 1861 بلغ عدد السكان 3٬864 نسمة، وتطور العدد ليصل في سنة 2011 لـ 3٬982 نسمة.
يظهر هذا المخطط البياني تطور النمو السكاني لـ غريتسانا موراندي